# Ambarticus
Ambarticus – wymarły rodzaj chrząszczy z rodziny pływakowatych. Obejmuje tylko jeden gatunek, Ambarticus myanmaricus. Żył w kredzie na terenie współczesnej Azji.

## Taksonomia
Rodzaj i gatunek typowy opisane zostały po raz pierwszy w 2019 roku przez Yang Qianga, Chen Zhaoyanga i Jia Fenglonga na łamach Cretaceous Research. W 2020 roku ukazała się na łamach tego samego pisma errata korygująca przedstawiony w oryginalnym opisie rysunek. Opisu dokonano na podstawie inkluzji w bursztynie birmańskim odnalezionej w dolinie Hukawng w pobliżu wsi Noije Bum na północy Mjanmy. Datowana jest ona na wczesny cenoman w kredzie późnej. Ambarticus jest najstarszym i jedynym mezozoicznym przedstawicielem rodziny znalezionym w bursztynie; inne pływakowate w formie inkluzji znane są tylko z kenozoiku.
Rodzaj ten umieszczony został przez autorów opisu w monotypowym plemieniu Ambarticini w obrębie podrodziny Dytiscinae. Ambarticus jest jedynym mezozoicznym przedstawicielem podrodziny. Inne mezozoiczne pływakowate należą do podrodziny Liadytiscinae lub do nieprzyporządkowanych do podrodzin rodzajów Cretodytes, Paleodytes i Sinoporus.

## Morfologia
Chrząszcz o ciele długości 5,8 mm i szerokości około 2,9 mm, w zarysie podługowato-owalnym bez wcięć między przedpleczem a pokrywami, z wierzchu wypukłym, od spodu niemal płaskim. Ubarwienie miał jednolicie ciemnorudobrązowe. Stosunkowo szeroka głowa zaopatrzona była w duże, niewykrojone na przednich krawędziach oczy złożone, nitkowate, zbudowane z 11 członów czułki, szeroko zaokrąglony nadustek oraz głaszczki szczękowe o członie ostatnim lekko nabrzmiałym i nierozgałęzionym. Przedplecze miało słabo zakrzywione boki i punktowaną powierzchnię. Tarczka była dobrze widoczna od zewnątrz. Pokrywy miały równomiernie rozmieszczone punktowanie tła i szeregi grubszych punktów. Brak było po bokach pokryw kolców. Przedpiersie miało wyrostek międzybiodrowy długi, leżący na tej samej wysokości co reszta jego powierzchni, pozbawiony podłużnej bruzdy, umiarkowanie z tyłu zwężony, na szczycie stępiony. Linie zabiodrzy były wyraźne, szeroko odseparowane, ku przodowi mocno rozbieżne. Odnóża miały wyraźnie pięcioczłonowe stopy z pazurkami przednimi i tylnymi podobnych rozmiarów. Przednia para odnóży miała włoski pływne na wewnętrznych i zewnętrznych krawędziach goleni. Środkowa para odnóży miała kępkę długich włosków na spodzie ud i długie włoski pływne na stopach. Tylna para odnóży miała silnie punktowaną tylno-brzuszną połowę ud, kilka par krótkich kolców na zewnętrznych krawędziach goleni, kilka par długich kolców na ich krawędziach wewnętrznych, ostre ostrogi goleniowe oraz silne kolce i długie szczecinki pływne na stopach.